# Bill Haley

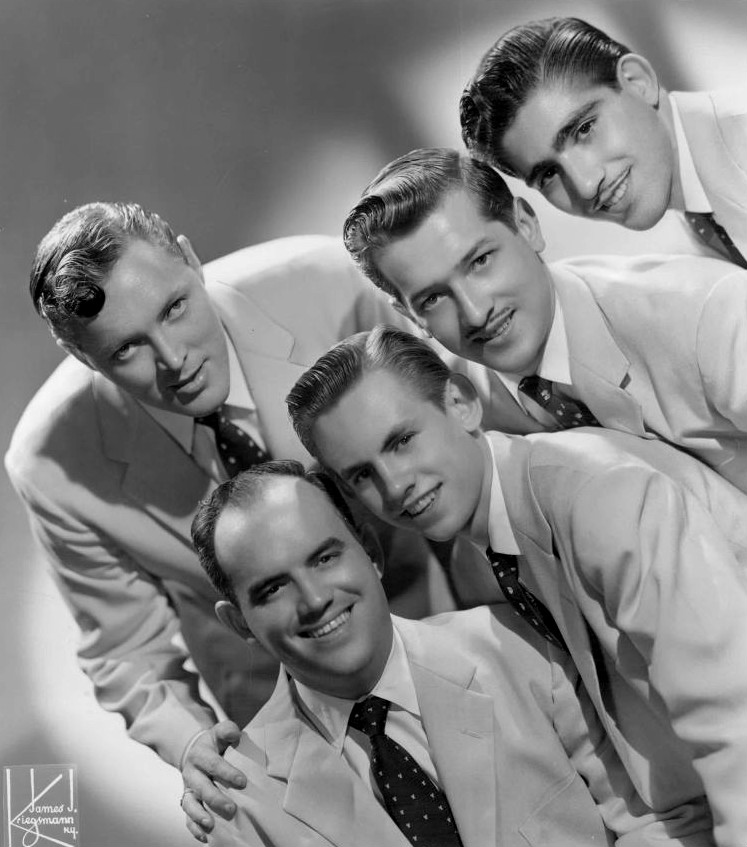
Bill Haley and Comets, 1956

Bill Haley (William John Clifton Haley Jr.), (Highland Park, Michigan, 1925. július 6. – Harlingen, Texas, 1981. február 9.) amerikai dalszerző, énekes, gitáros. Egyike volt az első rock 'n' roll előadóknak bandájával, a Bill Haley & His Cometsszel. Róla nevezték el a 79896 Billhaley nevű kisbolygót.

## Életpályája

### A kezdetek
Haley country zenész családba született. 13 évesen elkezdett gitározni, hogy valóra válthassa álmát: a filmvásznon sikert arató „éneklő cowboy” szeretett volna lenni. 15 évesen elhagyta családját és nyughatatlan életét gyakorlatilag arra tette fel, hogy elérje amit kiskorában kitűzött maga elé. Alkalmi munkákból tartotta el magát, de 1943-ra sikerült összegyűjtanie annyi pénzt, hogy felvehesse első saját lemezét, a Candy Kisses-t. Az elkövetkezendő években különböző country együttesekkel főleg klubokban játszott. A zenéléssel párhuzamosan rádióriporterkedett is, 1947-től Chesterben saját vasárnapi műsort biztosított neki a WPWA rádióállomás, melybe különböző zenészeket és énekeseket hívott meg.

### Az első sikerek
A rádiós karrier mindössze két évig tartott, ezután 1949-ben „Saddlemen” néven cowboyzenekart alapított, ezzel karnyújtásnyi közelségbe került gyermekkori álma. 1950 nyarán barátja és producere, Jimmy Myers támogatásával a Keystone Recordsnál felvették első lemezüket, melyen Haley western és szving dalokat énekelt. Később más kiadóknál is járt, melyek mindegyike más és más stílust akart kihozni a bandából, így egyre gyakoribbak lettek a bluegras, honky tonk és boogie elemek zenéjükben. Az eladási darabszámok jól tükrözik a kiadók tapasztalatát, hiszen amíg az 1951-es Rocket 88 című lemezből csak tízezer példány fogyott, addig az egy évvel későbbi The Rock Joint albumból már 75 ezer kelt el.

### A Comets és a világhír
A játszott zene stílusának, és a piac igényeinek folyamatos változása azt eredményezte, hogy egy idő után a cowboyok már közel sem cowboyzenét játszottak. Jött a stílusváltás és producerei javaslatára, Haley zenészeivel együtt modernebb külsőt öltött. Ezentúl Bill Haley & His Comets néven zenéltek, egyre közelebb a világhírhez. 1953-ban a négy gitáros mellé egy dobos és egy szaxofonos érkezett, teljesen megváltoztatva ezzel a zenekar hangzását. 1954-ben a Comets egy New York-i stúdióban felvette a Rock Around the Clock című számát, mellyel elindították a modern kori rocktörténelmet. 1956-ban egy azonos című filmben is bemutatták a dalt.

## Halála
1977-ben Texasba költözött, itt hunyt el négy év múlva tüdőrákban.[forrás?]

### Híres dalai
- Rocket 88 (Jackie Brenston)
- Rock The Joint (Harry Crafton)
- Crazy Man (Bill Haley T-070.886.646-9)
- Crazy
- Razzle Dazzle (Bill Haley T-930.350.093-8)
- Burn The Candle
- See You Later Alligator (Robert Guidry)
- Rock a Beatin' Boogie (Bill Haley ISWC T-070.126.888-3)
- Mambo Rock
- ABC Boogie
- Shake, Rattle and Roll (Jesse Stone)
- Rock Around the Clock (Max C. Freedman)